# يو إف سي ليلة القتال: دوليدز ضد هيرنانديز
يو إف سي ليلة القتال: دوليدز ضد هيرنانديز (بالإنجليزية: UFC on ESPN: Dolidze vs. Hernandez) (المعروف أيضًا باسم يو إف سي على إي إس بي إن 72 ويو إف سي فيغاس 109) هو حدث لفنون القتال المختلطة نظّمته يو إف سي، وأُقيم في 9 أغسطس 2025، على صالة يو إف سي أبيكس في إنتربرايز، نيفادا، وهي جزء من منطقة وادي لاس فيغاس، الولايات المتحدة.

## الخلفية
كان نزال الوزن المتوسط بين رومان دوليدز بطل بطولة القتال التراثية للوزن المتوسط السابق أنتوني هيرنانديز هي الحدث الرئيسي لهذا الحدث. كان من المقرر في البداية أن يتنافسوا في حدث يو إف سي 302 في يونيو 2024 ولكن هيرنانديز اضطر إلى الانسحاب من النزال بسبب إصابة في أربطة يده.

## الجوائز الإضافية
حصل المقاتلون التاليون على مكافآت بقيمة 50 ألف دولار.
- قتال الليلة لم تُمنح.
- أداء الليلة: أنتوني هيرنانديز، كريستيان ليروي دانكن، إيليجاه سميث، وجوسلين إدواردز